# Haariger Fruchtvampir

Verbreitungsgebiet des Haarigen Fruchtvampirs

Der Haarige Fruchtvampir (Artibeus hirsutus) ist ein im westlichen Mexiko verbreitetes Fledertier in der Gattung der Eigentlichen Fruchtvampire. Er zählt zur Untergattung Artibeus und das Typusexemplar stammt aus der Umgebung des Ortes La Salada im Bundesstaat Michoacán. Vermutlich ist der Peruanische Fruchtvampir (Artibeus fraterculus) die Schwesterart dieses Taxons.

## Merkmale
Mit 52 bis 58 mm langen Unterarmen und einem Gewicht von 32 bis 47 g ist die Art ein mittelgroßer bis großer Vertreter ihrer Gattung. Mit Ausnahme der Geschlechtsteile sind Weibchen und Männchen äußerlich nicht unterscheidbar. Typisch ist die behaarte Schwanzflughaut. Der Haarige Fruchtvampir hat in jeder Kieferhälfte zwei Schneidezähne, einen Eckzahn, 2 prämolare Zähne und drei Molaren, wobei der dritte manchmal fehlt.
Die Exemplare sind 69 bis 90 mm lang, schwanzlos und haben 12 bis 17 mm lange Hinterfüße sowie 19 bis 24 mm lange Ohren. Das kurze und weiche Fell der Oberseite besteht aus hellgrauen Haaren mit silbernen Spitzen. Auf der Unterseite ist das Fell etwas heller. Unter und über jedem Auge befindet sich ein undeutlich heller Streifen. Manchmal ist nur der obere vorhanden. Der diploide Chromosomensatz besteht bei Weibchen aus 30 und bei Männchen aus 31 Chromosomen (2n=31). Das Nasenblatt ist wie bei anderen Gattungsmitgliedern aufgebaut.

## Verbreitung
Das Verbreitungsgebiet zieht sich entlang des Golfs von Kalifornien und des Pazifiks vom Bundesstaat Sonora bis Guerrero. Diese Fledermaus lebt in Wäldern, Buschländern und Kulturlandschaften, die recht trocken sein können. Erfolgreiche Fänge mit Japannetzen stammen meist von Teichen oder Wasserläufen sowie aus Mango- oder Feigenplantagen. Die Art wurde in Gebirgen bis auf 2575 Meter Höhe registriert.

## Lebensweise
Die Exemplare ruhen in kleinen Höhlen, verlassenen Bergwerksstollen, Gebäuden oder unter Felsen. Es sind trächtige Weibchen aus den Monaten Februar bis September (ohne März) bekannt. Funde von Weibchen mit aktiven Milchdrüsen und Männchen mit aktiven Hoden stammen aus den Monaten Juni, August und September.
Die nachtaktiven Tiere bilden im Versteck meist kleine Gruppen. Sie ernähren sich von verschiedenen Früchten.

## Gefährdung
Landschaftsveränderungen und Baumfällungen können sich über längere Zeit negativ auswirken. Die IUCN listet den Haarigen Fruchtvampir aufgrund einer stabilen Gesamtpopulation als nicht gefährdet (least concern).